# Jean d’Agrève
Jean d’Agrève est un roman à succès écrit par le vicomte Eugène-Melchior de Vogüé, publié en 1897 chez Armand Colin et réédité régulièrement jusqu'en 1960.

## Résumé
Le narrateur, Nestor du Plantier, "diplomate d'âge mûr", ressemblant à la figure de l'auteur, rapporte une histoire d'amour exceptionnelle, digne de celle de Tristan et Iseult, entre Jean d’Agrève, aristocrate marin, et Hélène, beauté torride.

## À ne pas manquer
Le roman est traversé par les débats de l'époque, entre libéraux et conservateurs.
La description d'Hélène est éblouissante :
"Cette beauté me frappa plus vivement encore quand l'inconnue se tourna vers nous, redressa sa taille cambrée sur la lisse. Souple et svelte, sa personne brisait à ce moment le faisceau lumineux que le soleil plongeant dardait sur l'arrière du navire. Debout dans cette gloire d'apothéose, détachée sur le globe rouge, elle était vêtue de la clarté vermeille." Elle a des "cheveux blonds fulgurants" et envoûte Jean très vite.

## Réception
Maurras en parle dans Anthinéa, texte du sud écrit à la même époque, pour mentionner la sensibilité de Jean et l'île sur laquelle il fuit le monde, Port-Cros en face d'Hyères.

## Adaptation au cinéma
Le roman a été adapté au cinéma en 1922. Le réalisateur était René Leprince, avec Léon Mathot dans le rôle de Jean d’Agrève et Nathalie Kovanko dans celui d'Hélène.